# Mars Helicopter Ingenuity
Ingenuity (previamente llamado Mars Helicopter y con anterioridad Mars Helicopter Scout) es un helicóptero robótico que forma parte de la misión Mars 2020. Sirvió como demostración tecnológica para explorar objetivos interesantes para estudiar en el planeta Marte, y poder planificar la mejor ruta para la misión encomendada al rover Perseverance que fue colocado en el planeta, y a futuros rovers en Marte. Proyectado para no más de 5 vuelos, el artefacto volador logró realizar 72 misiones a partir del 19 de abril de 2021 superando toda expectativa, en enero de 2024 finalizó su misión tras capotar y perder parte de una de sus aspas en la subida del delta del cráter Jezero.

## Despliegue y expectativas
El pequeño dron fue desplegado del rover Perseverance, y se esperaba que realizase hasta 5 vuelos durante los 30 días, que se espera que esté en funcionamiento, coincidiendo con la primera parte de la misión del rover, ya que es una demostración tecnológica. Realizará hasta un máximo de cinco vuelos, cada uno de ellos durará aproximadamente 3 minutos, alcanzando alturas que oscilan entre 3 y 10 metros sobre el suelo, pudiendo cubrir distancias de aproximadamente 300 metros por vuelo. Será totalmente autónomo y se comunicará con el rover Perseverance directamente después de cada aterrizaje.
Si cumplía las expectativas, su diseño podría ser la base para futuras misiones similares. La directora del proyecto es MiMi Aung. Otros miembros del equipo son la empresa AeroVironment Inc., el Centro de Investigación Ames y el Centro de investigación de Langley, ambos de la NASA.
El primer vuelo lo realizó el día 19 de abril de 2021 a las 11:30 UTC, encontrándose a unos 400 millones de kilómetros de la Tierra. A 19 de enero de 2023 había realizado un total de 40 vuelos, después de 681 días en la superficie marciana.
A fecha 16 de febrero de 2023 (Sol 708) había realizado el vuelo 43.

## Historia
Desde el Laboratorio de Propulsión a Reacción (JPL) y el Instituto de Tecnología de California de la NASA estuvieron estudiando el potencial de enviar un robot explorador aéreo para acompañar al rover Perseverance, terminando por hacer público el proyecto del helicóptero en 2014. A mediados de 2016, se solicitaban 15 millones de dólares para continuar con el desarrollo del helicóptero. En diciembre de 2017, se probaron algunos modelos proyectados del helicóptero en una atmósfera marciana simulada en el Ártico, sin ser definitiva su inclusión en la misión ni tampoco aprobada ni financiada.
El presupuesto federal de los Estados Unidos, anunciado en marzo de 2018, proporcionó 23 millones de dólares para el proyecto del helicóptero, el 11 de mayo de 2018 se anunció que era viable el proyecto para desarrollarlo y probarlo con el tiempo justo para ser incluido en la misión Mars 2020.
El helicóptero fue sometido a extensas pruebas de dinámica de vuelo y medio ambiente extremo, en agosto de 2019 fue montado en la parte inferior del rover Perseverance. Su masa es de poco menos de 1,8 kg y realizará hasta 5 vuelos.

## Objetivos
Los objetivos de Ingenuity era un experimento tecnológico del Laboratorio de Propulsión a Reacción, que deseaba evaluar si era factible volar por Marte de manera segura, también debía proporcionar una cartografía detallada de la zona de investigación que brindaría a los futuros controladores de misiones más información, ayudando de esta manera la planificación de futuras rutas y prevención de riesgos, y facilitaría la localización de lugares por donde acceder con el rover y su posterior estudio. Asimismo proporcionará imágenes aéreas con aproximadamente diez veces más resolución que las imágenes orbitales, mostrando características que pueden estar ocultas o excluidas por cámaras móviles. Se espera que esta exploración permita a los futuros visitantes dirigirse con seguridad hasta tres veces más lejos por día marciano (sol).
Esta prueba sirvió como base sobre la cual se podrán desarrollar otros ingenios más especializados para la exploración aérea de Marte y otros objetivos planetarios con atmósfera.
Dado que superó las expectativas, Ingenuity incluso sirvió como avanzada aérea explorando terrenos por los que se debía desplazar Perseverance, ayudando a los ingenieros a corregir rumbos preplanificados y evitar terrenos complicados.

## Diseño y aspectos tecnológicos
| Mars Helicopter Scout      | Unidades/rendimiento                           |
| -------------------------- | ---------------------------------------------- |
| Masa                       | Total: 1,8 kg Baterías: 273 g                  |
| Altura                     | 0,49 m                                         |
| Diámetro del rotor coaxial | 1,2 m                                          |
| Revoluciones/min           | 1.900–2.800 rpm                                |
| Velocidad punta            | 36 km/h                                        |
| Dimensión del chasís       | 14 cm²                                         |
| Funcionamiento             | 220 W (batería, cargada por paneles solares)   |
| Tiempo de vuelo            | Hasta 90 segundos, una vez al día              |
| Tiempo operativo           | ~5 vuelos en ~30 días                          |
| Rango máximo               | Vuelo: 300 m Radio: 1.000 m                    |
| Altitud máxima             | 10 m                                           |
| Velocidad máxima           | Horizontal: 10 m/s Vertical: 3 m/s             |
| 2 cámaras                  | Imágenes a color en alta resolución Navegación |

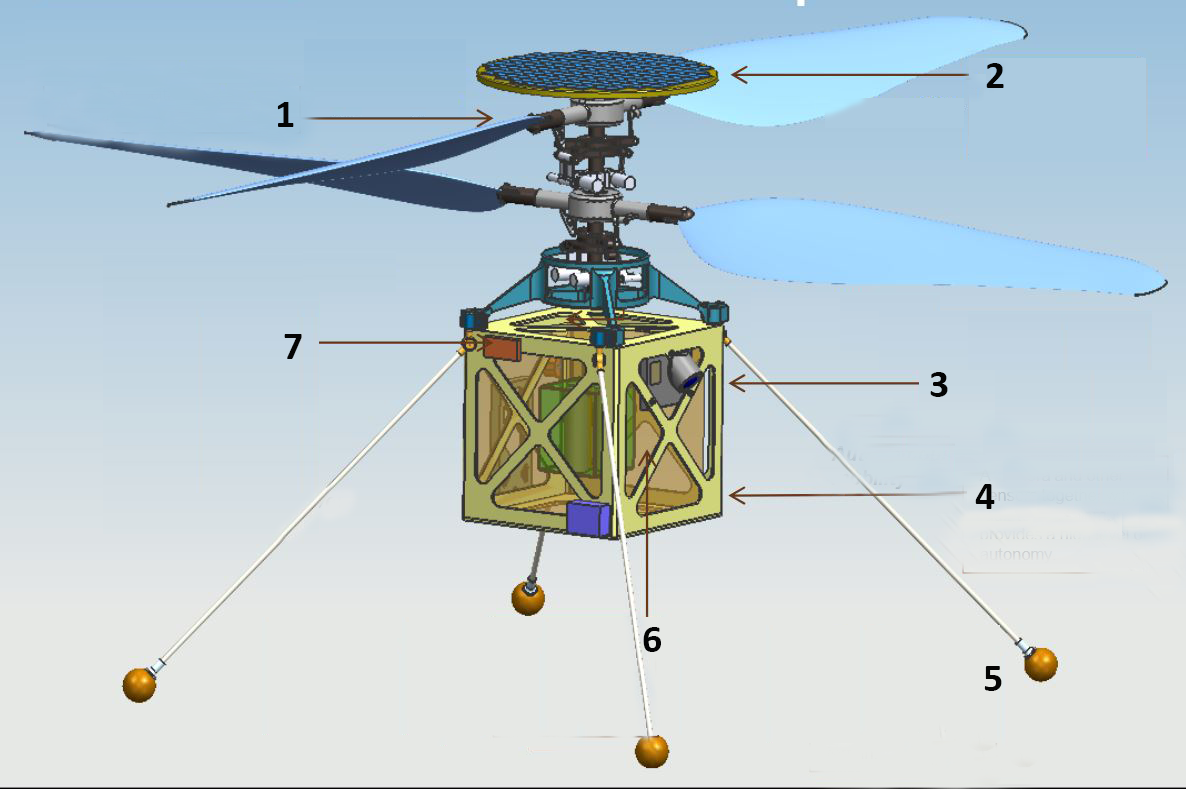
Diagrama de Ingenuity.
- 1 Rotores diseñados para poder volar en la tenue atmósfera de Marte
- 2 Células solares suministran la energía que carga la batería
- 3 Una cámara de alta resolución permite tomar fotos de sitios ubicados a larga distancia del rover
- 4 Una cámara y otros sensores asociados con un ordenador resistente a diversos fallos permiten gran autonomía
- 5 Patas flexibles para un suave aterrizaje, un sistema de visión activa y un altímetro
- 6 El aislamiento térmico tipo aerogel y la resistencia al calor permiten a las baterías para sobrevivir a las noches
- 7 El helicóptero se comunica con el rover en la banda UHF.

El helicóptero utilizó rotores coaxiales contrarrotativos de aproximadamente 1,1 m de diámetro. Su carga útil consistía en una cámara de alta resolución con el objetivo apuntando hacia abajo para inspeccionar el suelo y así detectar por dónde se desplaza y poder aterrizar con seguridad posteriormente, también llevaba un sistema de comunicación para transmitir datos al rover Perserverance. Aunque se desplaza como un avión, se construyó como una nave espacial que pudiese soportar la fuerza g y las vibraciones durante el lanzamiento. Sus sistemas están fabricados de manera que fueran resistentes a la radiación y  ser capaces de operar en un ambiente extremo helado como en ciertas partes de Marte y superar la mínima nocturna (-80 a -100 °C).
El inconsistente campo magnético de Marte impide el uso de brújulas para la navegación, por lo que Ingenuity operó una cámara de seguimiento solar integrada al sistema de navegación inercial del JPL. Poseía elementos adicionales como giroscopios, odometría visual, sensores de inclinación, altímetro y detectores de peligro. Utilizará paneles solares para recargar sus baterías, que son seis celdas de iones de litio de Sony con una capacidad de placa de 2 Ah.
El prototipo utilizaba el procesador Snapdragon de Intrinsyc con un sistema operativo Linux, que también implementa la navegación visual con velocidad estimada derivada de las funciones rastreadas con una cámara. El procesador Qualcomm estaba conectado a dos unidades microcontroladoras de control de vuelo (MCU) para realizar las funciones de control de vuelo necesarias. Las comunicaciones con el rover se realizan mediante un enlace de radio llamado Zigbee, un chipset estándar de 900 MHz que va montado tanto en el rover como en el helicóptero. El sistema de comunicación fue diseñado para transmitir datos a 250 kbit/s en distancias de hasta 1.000 m.
Viajó a Marte unido y plegado a la parte inferior del rover Perseverance, y se desplegó en la superficie entre 60 y 90 días marcianos tras el aterrizaje. Después, el rover debió desplazarse 100 m de distancia aproximadamente para que comenzar los vuelos de prueba.

## Hitos
- Ingenuity es el primer artefacto elaborado por la especie humana que voló en otro mundo.
- Diseñado para 5 vuelos, realizó 72.
- Es el primer "dron" que tomó fotografías en altura de la superficie de Marte.
- Por ende, es la primera nave no tripulada en fotografiar aéreamente a un rover (Perseverancia) operando a corta distancia en la superficie marciana.
- En el vuelo n°6 recorrió 705 m. La distancia más larga.
- Estaba diseñado para una altura máxima de 10 m, pero supero en 12 m más la altura preestablecida (24 m) en el vuelo n°61.
- Su alcance predefinido era de 300 m, alcanzó en el vuelo n.º 53 los 625 m de recorrido.[41]
- Su vuelo más largo fue el n.º 12 con un total de 169,5 s.
- En los vuelos n.º 57, 62,68 y 69 alcanzó los 10 m/s (30 km/h) superando por casi el doble de su velocidad nominal del 35 km/h.[42]
- En el vuelo n°65, Ingenuity logró levantarse dos veces seguidas, superando las expectativas de su capacidad de recarga de baterías. [43]

## Fin de la misión
En enero de 2024 mientras el rover Perseverance ascendía el delta del cráter Gale, Ingenuity realizó su vuelo n°72, el centro de control de Ingenuity tenía planificado que el helicóptero realizara un vuelo vertical corto el 18 de enero para determinar su ubicación después de ejecutar un no esperado aterrizaje de emergencia en su vuelo anterior. Los datos mostraban que, según lo planeado, el helicóptero alcanzó una altitud máxima de 12 metros (40 pies) y sobrevoló durante 4,5 segundos antes de comenzar su descenso a una velocidad de 1 metro por segundo (3,3 pies por segundo). Al posarse en un lugar denominado como "Valinor Hills", en una pendiente arenosa capotó, una de sus aspas chocó con la arena desprendiéndose parte de ella y se dañó inhabilitando la capacidad de vuelo del artefacto para siempre. 
En total en 1000 soles marcianos, Ingenuity acumuló en total 2 horas de vuelo y una distancia recorrida sumatoria de 17 km recorridos.
En dos años Ingenuity soportó una radiación abrasadora, tormentas de polvo y grandes oscilaciones de temperatura sin mermar sus capacidades. El aparato fue detectado por Perseverance en una ladera de pendiente sinuosa a 300m de distancia en posición normal, fue fotografiado por Perseverance y será abandonado donde quedó mientras el rover prosigue su misión. 
Después del fallo de la rotura del aspa, la NASA decidió dejar a Ingenuity como un registrador estacionario, recolectando datos: midiendo con sus sensores temperatura, velocidad del viento y como fotógrafo. 

## Legado y futuro en la exploración marciana
Los ingenieros de la Nasa reevalúan las consideraciones iniciales de la delgada atmósfera marciana debido al éxito de Ingenuity.
Esta demostración tecnológica servirá como base sobre la cual se podrán desarrollar drones, helicópteros o ingenios más preparados para misiones más ambiciosas en planetas y lunas con atmósfera. La próxima generación de helicópteros estará en el rango de entre 5 y 15 kg con cargas útiles científicas de entre 0,5 y 1,5 kg. Estas potenciales aeronaves podrán tener comunicación directa con un orbitador y pueden o no continuar trabajando con un objetivo en tierra. La siguiente generación de helicópteros podrán utilizarse para explorar regiones con particulares características como que tengan hielo de agua o salmueras donde la vida microbiana del terreno pudiera sobrevivir.
Los helicópteros de Marte también podrán estar preparados para la recuperación rápida de pequeñas cápsulas de muestras para un futuro regreso a un vehículo ascendente de Marte para vuelta a la Tierra.